# 2016年4月逝世人物列表
2016年逝世人物列表：1月 - 2月 - 3月 - 4月 - 5月 - 6月 - 7月 - 8月 - 9月 - 10月 - 11月 - 12月
2016年4月逝世人物列表，是用于汇总2016年4月期间逝世人物的列表。

## 依日期排序

### 30日
- 哈羅德·克羅托爵士（Sir Harold Kroto），76歲，英國化學家，1996年諾貝爾化學獎得主[1]。
- 丹尼爾·巴維根（Daniel Berrigan），94歲，美國羅馬天主教神父與和平活動家。[2]
- 瓦西里·薩金塞夫（英语：Vasily Zvyagintsev），71歲，俄羅斯科幻小說作家。[3]

### 29日
- 陈忠实，73岁，中国作家，中国作家协会副主席，《白鹿原》作者。[4]
- 雷納托·科羅納（Renato Corona），67歲，菲律賓法學家，前菲律賓首席大法官（英语：Chief Justice of the Supreme Court of the Philippines），死於心臟病併發症。[5]
- 德米特羅·略菲姚克（英语：Dmytro Hnatyuk），91歲，烏克蘭男中音歌唱家。[6]

### 28日
- 康拉德·波恩斯（Conrad Burns），81歲，美國政治人物，前蒙大拿州聯邦參議員。[7]
- 伊戈爾·費孫尼安高（英语：Igor Fesunenko），83歲，俄羅斯記者，外事作家和教師（莫斯科國立國際關係學院）。[8]

### 27日
- 威利·L·威廉姆斯（Willie L. Williams），72歲，美國费城警察局前局長。[9]
- 岑才生，94歲，香港報業公會名譽會長。[10]
- 克里斯·帕金森（英语：Chris Parkinson (broadcaster)）（Chris Parkinson），74歲，新西蘭廣播人。[11]
- 刘连满，83岁，中国登山家[12]。
- 宋文薰，91歲，考古學家，中央研究院院士，國立臺灣大學人類學系名譽教授。[13][14][15]
- 张超，29歲，中国人民解放军海军某舰载航空兵部队一级飞行员[16]

### 26日
- 邱勝雄，80歲，台灣省彰化縣人，台灣省南區國稅局嘉義市前分局長，嘉義市退休稅務人員協會榮譽理事長。
- 前田健（日语：前田健 (タレント)），44歲，日本同志諧星。[17]
- 戶川昌子（日語：戸川 昌子），85歲，日本香頌歌手、作家。[18]
- 吴弘达，79岁，美籍华人，中国异议人士，“劳改基金会”创始人。[19]
- 查維士，85歲，加拿大政治人物。[20]
- 溫斯頓·希爾（Winston Hill），74歲，美國美式足球運動員（纽约喷气机），第三届超级碗冠軍。[21]
- 露西·齊貝吉（Lucy Kibaki），75歲，肯尼亞教師和社會名流，前第一夫人（英语：First Lady of Kenya）。[22]

### 25日
- 梅葆玖，82岁，中国著名京剧表演艺术家，梅兰芳之子，死於支气管痉挛。[23]
- 湯姆·劉易斯（英语：Tom Lewis (Australian politician)）（Tom Lewis），94歲，澳洲政治人物，前新南威爾士州长。[24]
- 薩曼莎·舒伯特（Samantha Schubert），47歲，馬來西亞女演員和選美皇后、馬來西亞小姐（英语：Miss Malaysia）。[25]

### 24日
- 王荣顺，81岁，中国物理化学与材料化学家，教育家，东北师范大学原校长、荣誉教授。[26]
- 陈士橹，95岁，中国飞行力学专家、教育家，中国航天事业和航天教育的开拓者与奠基人之一，中国工程院院士。[27]
- 尼娜·阿爾希波娃（英语：Nina Arkhipova），94歲，俄羅斯電影和舞台劇演員（《毒太阳》）。[28]
- 比利·保羅（英语：Billy Paul），81歲，美國費城靈魂樂歌手。[29]
- 本傑明·曼羅拉（Benjamin Manglona），78歲，北馬里亞納群島政治人物，前副總督（英语：Lieutenant Governor of the Northern Mariana Islands）。[30]

### 23日
- 吴咏诗，88岁，中国微波技术专家、高等教育家，天津大学原校长。[31]
- 班漢·西巴阿差，83歲，第21任泰國總理。[32]
- 英格·金（英语：Inge King），100歲，德國出生的澳洲雕塑家。[33]
- 派斯頓男爵莫里斯·派斯頓（Maurice Peston, Baron Peston），85歲，英國經濟學家和政治人物，前英國上議院議員。[34]

### 22日
- 伊馮·查博內歐（英语：Yvon Charbonneau），75歲，加拿大政治人物，死於中風。[35]
- 約翰·拉姆斯登（英语：John Lumsden (footballer)）（John Lumsden），55歲，蘇格蘭足球運動員（斯托克城）。[36]
- 薗田坦（日语：薗田坦），79歲，日本哲學家、宗教學者，死於肺癌。[37]
- 许集美，91岁，前泉州市市长、福建省政协前副主席。[38]
- 李東，54歲，香港攝影記者、亞視攝影師。[39]

### 21日
- 羅家寶，86歲，中國著名粵劇表演藝術家，香港粵劇名人羅家英堂兄。[40]
- 王子（Prince，本名Prince Rogers Nelson），57岁，美国著名流行音乐家，1980年代美国流行乐代表人物之一。[41]
- 漢斯·科施尼克（英语：Hans Koschnick），87歲，德國政治人物和外交家。[42]
- 伯拉吉·費倫茨（英语：Ferenc Paragi），62歲，匈牙利奧運標槍運動員，世界紀錄保持者（英语：Men's javelin throw world record progression）（1980－1983）。[43]
- 艾跃进，59岁，中国毛泽东思想研究专家、演讲家、社会活动家，南开大学教授，死於癌症[44]。

### 20日
- 戚本禹，85歲，中国政治人物，原中央文革小組成員，死於胃癌。[45]
- 余松烈，96歲，中國现代小麦栽培学奠基人，山东农业大学教授，中国工程院院士。[46]
- 唐政清，83岁，中国真空领域专家，东南大学电子科学与工程学院教授。[47]
- 蓋·漢彌爾頓（法語：Guy Hamilton），93歲，法國出生的英國電影導演（《詹姆斯·邦德》、《不列顛之戰》）。[48]
- 維多莉亞·伍德（Victoria Wood），62歲，英國喜劇演員。[49]
- 德韋恩·華盛頓（Dwayne Washington），52歲，美國籃球運動員（紐澤西籃網、迈阿密热火），死於腦癌。[50]
- 柴娜，45歲，本名Joan Marie Laurer，美國女子職業摔角運動員。[51]（遺體發現日期）

### 19日
- 艾斯特麗·巴萊（Estelle Balet），21歲，瑞士滑雪運動員，雪崩遇難。[52]
- 辛奉承（朝鲜语：신봉승），82歲，韓國小說家、詩人、劇作家及電影導演。[53]
- 達德·比蒂（Dud Beattie），81歲，澳洲澳式足球聯賽運動員。[54]
- 羅內特·艾爾卡貝茲（英语：Ronit Elkabetz），51歲，以色列女演員和電影導演（《離婚風暴》），死於癌症。[55]
- 耶拉西莫斯・阿爾塞尼斯（英语：Gerasimos Arsenis），85歲，希臘政治人物，前國防部長及教育和宗教事務部長。[56]
- 帕特里西奧·艾爾文（西班牙語：Patricio Aylwin），97歲，前智利总统。[57]
- 米爾特·帕帕斯（Milt Pappas），76歲，美國棒球運動員（巴尔的摩金莺、辛辛那提紅人、亞特蘭大勇士、芝加哥小熊），生涯勝場數破2百。[58]
- 翁懋，67岁，上海冠生园集团前董事长，旅行途中被石头砸中身亡。[59]

### 18日
- 顏世錫，85歲，臺灣前警政署長。[60]
- 保羅·布賽克（英語：Paul Busiek），93歲，美國政治人物，前密蘇里州眾議院議員。[61]
- 威廉·坎貝爾（英語：William Campbell），75歲，美國企業高管（蘋果公司）和大學足球教練，死於癌症。[62]
- 第四代從男爵約翰·萊斯利爵士（英语：Sir John Leslie, 4th Baronet），99歲，英國-愛爾蘭貴族和媒體人。[63]
- 廖興根，92歲，中國滇西抗戰老兵，解放軍（起義人員），被稱為「中國遠征軍阿昌族最後一個抗戰老兵」。[64]
- 陶驷驹，81岁，中国公安部原部长、党委书记（1990-1998）。[65]

### 17日
- 蒂加·貝勒斯（Tiga Bayles），62歲，澳洲電台主持人和土著人權利活動家，死於癌症。[66]
- 多麗絲·羅伯茨（Doris Roberts），90歲，美國女演員（《人人都爱雷蒙德》）。[67]
- 王宇田，60歲，全国政协常委，海南省政协副主席，九三学社中央常委、海南省委会主任委员[68]
- 杨鸿勋，85歲，中國建筑史学家、建筑考古学家、中国建筑学会建筑史学分会前理事长、俄罗斯建筑遗产科学院院士。[69]

### 16日
- 罗恩·伯纳姆（Ron Bonham），73歲，美國籃球運動員（波士顿凯尔特人、印第安纳步行者）。[70]
- 威廉·M·格雷（William M. Gray），86歲，美國氣象學家。[71]
- 米盧德·沙比（英语：Miloud Chaabi），86歲，摩洛哥商人。[72]
- 關廣富，86歲，中共湖北省委原書記、湖北省人大常委會原主任。[73]
- 郑希同，95歲，原中共广东省顾问委员会委员、广东省林业厅原厅长。[74]
- 胡文清，86歲，前天津市对外经济联络局党委副书记、纪委书记。[75]
- 曹美鸿，97岁，中国神经外科专家，湘雅医院神经外科创始人、教授。[76]

### 15日
- 陈燕，54岁，中国女性民间飞行员、企业家、慈善家，死於直肠癌。[77]
- 肖东发，66岁，中国编辑出版学家、图书馆学家，北京大学教授。[78]
- 安妮·葛羅梅許（英语：Anne Grommerch），45歲，法國政治人物，前國民議會議員及蒂永维尔市長，死於癌症。[79]
- 路易斯·范·蓋特（英语：Louis Van Geyt），88歲，比利時政治人物，前比利時共產黨主席。[80]

### 14日
- 梁思礼，91岁，中国科学院院士、国际宇航科学院院士。[81]
- 徐采栋，98歲，中国冶金物理化学家，九三学社第七届、八届中央委员会副主席，第九届中央委员会常务副主席，第十届、十一届中央委员会名誉副主席，中国科学院院士。[82]
- 艾哈邁德·卜拉欣（英语：Ahmed Brahim (Tunisian politician)），69歲，突尼西亞政治人物，前高等教育和科學研究部部長。[83]
- 卡爾·M·沃格爾（Carl M. Vogel），61歲，美國政治人物，前密苏里州参议院議員，死於胰腺癌。[84]
- 拿督賽阿瓦布，56歲，馬來西亞馬來亞糖廠總裁兼總執行長。[85]
- 江硕朋，98歲，中華民國二戰對日抗戰老兵，中國新疆维吾尔自治区人民政府文史研究馆馆员、荣誉馆员。[86]
- 戴维·麦凯爵士（Sir David MacKay），48歲，英國物理學家、數學家、劍橋大學教授。[87][88][89][90]

### 13日
- 黄专，58歲，中國藝術史家、藝術評論家。[91]
- 胡里奧·加西亞·埃斯皮諾薩（英语：Julio García Espinosa），89歲，古巴電影導演和編劇。[92]
- 雷克斯·帕特森（Rex Patterson），89歲，澳洲政治人物，前澳洲眾議院道森選區議員。[93]

### 12日
- 佩德羅·德·費利佩（英语：Pedro de Felipe），71歲，西班牙足球運動員（皇家马德里、皇家西班牙人）。[94]
- 大平透（日语：大平透），86歲，日本聲優（《超級戰隊系列》、《ONE PIECE》）。[95]
- 魏則西，21歲，西安電子科技大學學生，罹患“滑膜肉瘤”，誤信網路信息，治療無效病逝。[96][97]

### 11日
- 托尼·艾爾斯（Tony Ayers），82歲，澳洲公務員。[98]
- 尼古拉斯·加爾加諾（Nicholas Gargano），81歲，英國次中量級拳擊手，奧運會銅牌得主（1956年（英语：Boxing at the 1956 Summer Olympics））。[99]

### 10日
- 霍華德·馬克斯（Howard Marks），70歲，英國毒品走私者、作家和活動家，死於癌症。[100]
- 亨里克·斯柯尼斯基（英语：Henryk Średnicki），61歲，波蘭拳擊手，業餘世界冠軍（1978年（英语：1978 World Amateur Boxing Championships））。[101]
- 李保国，58歲，河北农业大学教授、博士生导师，死於心臟病。[102][103]

### 9日
- 托尼·康拉德（Tony Conrad），76歲，美國前衛音樂家、作曲家，影像藝術家及大學教授（紐約州立大學水牛城分校），肺炎。[104]
- 威爾·史密斯（英语：Will Smith (defensive end)）（Will Smith），34歲，美國美式足球運動員（新奥尔良圣徒），中槍身亡。[105]
- 吴修平，89歲，中國全国政协原副秘书长、民盟原副主席。[106]

### 8日
- 釋惟覺，90歲，台灣佛教界人物，中台禪寺開山方丈。[107]
- 威廉·漢密爾頓（英语：William Hamilton (cartoonist)）（William Hamilton），76歲，美國漫畫家，死於交通意外。[108]
- 查爾斯·赫希（Charles Hirsch），79歲，美國法庭病理學家。[109]

### 7日
- 弗雷達·布里格斯（Freda Briggs），85歲，英國出生的澳洲教授和兒童保護專家。[110]
- 加里·瓊斯（Garry Jones），65歲，英國足球運動員（博尔顿）。[111]
- 卡洛·蒙蒂（義大利語：Carlo Monti），96歲，意大利運動員，奧運會銅牌得主（1948年田徑男子4×100接力（英语：Athletics at the 1948 Summer Olympics – Men's 4×100 metres relay））。[112]
- 黃天橫，94歲，出身台南文化世家固園，知名收藏家、台南市文史協會創會元老、台南市第一屆文獻委員，長期支持發行《文史薈刊》、《米街》等刊物。[113]

### 6日
- 藤田進（葡萄牙語：Edmundo Sussumu Fujita），66歲，巴西首位日裔外交官。[114]
- 金昌國（朝鲜语：김창국），76歲，韓國法学家，前韓國國家人權委員會（朝鲜语：국가인권위원회）委員長。[115]
- 海梅·佩德羅·貢薩爾維斯（英语：Jaime Pedro Gonçalves），79歲，莫桑比克羅馬天主教主教，前天主教貝拉總教區大主教。[116]
- 梅尔·哈格德（英語：Merle Haggard），79歲，美國鄉村音樂創作歌手，死於肺炎併發症。[117]

### 5日
- 林大洪（朝鲜语：임대홍），95歲，韓國企業家。[118]
- 齊塔·基洛夫斯卡（英语：Zyta Gilowska），66歲，波蘭政治人物，前財政部長（英语：Ministry of Finance (Poland)）與副總理（英语：Deputy Prime Minister of the Republic of Poland）。[119]
- E·M·奈森桑（E. M. Nathanson），87歲，美國作家（《十二金剛》）。[120]
- 洪啟仁，87歲，中華民國新光醫院創院暨榮譽院長，心臟外科權威。[121]

### 4日
- 阿奇·蒂斯（英語：Archie William Dees），80岁，美国NBA联盟的前职业篮球运动员。[122]
- 達茲・萊姆波瑞娃（英语：Chus Lampreave），85歲，西班牙女演員（《四千金的情人》、《玩美女人》）。[123]
- 約翰·米勒（英語：John Miller），68歲，美國政治人物，前弗吉尼亞州參議院議員。[124]
- 亞伯·西格爾（英语：Abe Segal），85歲，南非網球運動員，死於癌症。[125]
- 宋秀權（朝鲜语：송수권），76歲，韓國詩人。[126]

### 3日
- 和田光司（日語：和田 光司），42歲，日本歌手，成名作為《數碼暴龍》主題曲《Butter-Fly》，死於咽喉癌。[127]
- 切萨雷·马尔蒂尼（義大利語：Cesare Maldini），84岁，意大利足球运动员、足球教练。[128]
- 盧珍圭（韓語：노진규），23歲，韓國短道速滑運動員，死於癌症。[129]
- 阿布·菲拉斯·蘇里（Abu Firas al-Suri），65－66歲，努斯拉陣線高級官員，空襲喪生。[130]
- 喬·麥迪遜·克羅（Joe Medicine Crow），102歲，美國克羅族歷史學家。[131]
- 唐天生，53歲，廣西桂林市食品藥品監督管理局長，墮樓身亡。[132]
- 张凤祥，87歲，中國前水利电力部副部长、中国电力企业联合会原理事长、党组书记。[133]

### 2日
- 加托·巴比里（英语：Gato Barbieri），83歲，阿根廷爵士薩克斯手，死於肺炎。[134]
- 丹尼斯·里金（Dennis Riggin），79歲，加拿大冰球運動員（底特律紅翼）。[135]
- 羅伯特·亞歷山德里亞·阿巴揚，19岁，亚美尼亚裔军人，在2016年亚美尼亚–阿塞拜疆冲突中牺牲[136]。

### 1日
- 賈達德（Alan Carter），86歲，前任香港人民入境事務處處長（1983年－1989年）。[137]
- 梅可望，98歲，台灣教育家，曾任中央警官學校、東海大學校長。[138]
- 王玉川，92岁，中医学家、《内经》及中医基础理论专家、北京中医药大学教授。[139]
- 丹尼斯·羅伯遜（Denise Robertson），83歲，英國作家和電視廣播主持人，死於胰腺癌。[140]
- 林仁混，80歲，臺灣醫學家、行政院國科會生物處處長、中華民國中央研究院（第27屆生命科學組）院士，專長為生化腫瘤學（癌症化學預防）。[141]